# Jacqueline West
Pour les articles homonymes, voir West.
Jacqueline West est une costumière américaine.

## Biographie
Elle a notamment travaillé sur des films tels que Quills, la plume et le sang (2000), La Ligue des gentlemen extraordinaires (2003), L'Étrange Histoire de Benjamin Button (2008), Jeux de pouvoir (2009), The Tree of Life (2011), De l'eau pour les éléphants (2011), Le Septième Fils (2014), The Revenant (2015) ou encore Dune (2021). À ce titre, elle a été nommée de nombreuses fois dans des cérémonies à l'exemple des Oscars du cinéma.
Jacqueline West était auparavant créatrice de mode dans la région de la baie de San Francisco, avec ses propres magasins de vêtements à Berkeley et une ligne de vêtements « Identikit by Jacqueline West ».
West a déclaré qu'elle était fortement influencée par sa mère, qui était elle-même une créatrice de mode d'avant-garde dans les années 1940 et 1950.

## Distinction

### Nomination
- Oscars 2024 : Meilleurs costumes pour Killers of the Flower Moon